# المرسي أبو العباس (ممثل)
المرسي أبو العباس (1 ديسمبر 1940 - 14 يونيو 2017) ممثل مصري.

## عن حياته
حصل على بكالوريوس معهد الفنون المسرحية عام 1965 ليبدأ عمله بالمسرح من خلال المشاركة بمسرحيات منها (السبنسة) عام 1962 وكان من نجوم مسرح الطليعة ولقد عمل بالسينما والتلفزيون، حيث شارك بالعديد من الأعمال من أبرزها (ليالي الحلمية، إنذار بالطاعة، الريان) كما قام بدور ضابط أمن الدولة في فيلم «ضد الحكومة» مع الراحل أحمد زكي، وكان آخر أعماله مسلسل «بين السرايات» حيث قدم دور الحاج بسيوني وقدم حوالي 88 عملاً فنيّا ما بين مسلسلات وأفلام ومسرحيات.
كما شارك الفنان في مسلسل رأفت الهجان في دور مندوب رئاسة الجمهورية.

## وفاته
توفي صباح يوم الأربعاء 14 يونيو 2017 عن عمر يناهز 77 عاماً، وتم تشييع جنازته ودفنه بمدافن عائلته بمدينة نصر في القاهرة.

## روابط خارجية
- المرسي أبو العباس على موقع الدهليز
- المرسي أبو العباس على موقع قاعدة بيانات الأفلام العربية
- صفحة الممثل المرسى أبو العباس على موقع السينما كوم.